# Walporzheimer Gärkammer
Die Walporzheimer Gärkammer ist eine Einzellage im deutschen Weinbaugebiet Ahr und gilt als Spitzenlage in Walporzheim. Sie ist Teil der Großlage Klosterberg im Bereich Walporzheim/Ahrtal.
Der deutsche Politiker und Schriftsteller Johann Gottfried Kinkel beschrieb sie im Jahre 1849 als edelste Lage des ganzen Ahrtals. Der Name dieser Einzellage ist von der dort im Sommer stehenden Hitze abgeleitet.
Mit nur 0,68 ha Rebfläche handelt es sich um eine der kleinsten deutschen Einzellagen und ist gemäß der Definition einer Einzellage nach dem deutschen Weingesetz aus dem Jahr 1971 ähnlich wie die Brauneberger Kammer eigentlich zu klein. Ihre Sonderstellung verdankt die Lage einem sehr vorteilhaften Mikroklima. Die erzielten Mostgewichte in dieser Lage sind in manchen Jahren deutlich höher als an den weniger bevorzugten Stellen des benachbarten Walporzheimer Kräuterberges, der die Gärkammer fast vollständig umschließt.
Die nach Süden ausgerichtete Steillage mit bis zu 60 % Hangneigung auf Schieferverwitterungs-Boden ist fast ausschließlich mit der Rebsorte Spätburgunder bestockt. Ergänzt wird der Rebbestand durch 5 % Portugieser.
Ursprünglich war die Einzellage Gärkammer ein Steinbruch, aus dem die Steine für die Mauern zur Anlage der Terrassen-Weinberge im  Walporzheimer Gebiet gewonnen wurden.
Um zu verhindern, dass die Reben auf dem wasserdurchlässigen Schieferboden in trockenen Jahren verdursten, werden jährlich 1500 Ballen Stroh in den Weinberg getragen. Dadurch wird die Feuchtigkeit im strohgedeckten Boden gehalten. Ein bemerkenswerter Nebeneffekt der Strohdeckung ist, dass auf den Einsatz von Herbiziden fast vollständig verzichtet werden kann.
Die Lage ist im Alleinbesitz des Weingutes J.J. Adeneuer.